# Nagabodhi
Nagabodhi (en sanscrit Nāgabodhi) - est le quatrième patriarche de la tradition Shingon et l'un des quatre-vingt-quatre Mahāsiddha de l'Inde. 
Il est dit avoir atteint la réalisation suprême en mangeant un morceau de morve tombé du nez de son maître Nagarjuna.